# Cătălin Geru
Cătălin Geru (* 17. Dezember 1969 in Galați) ist ein ehemaliger rumänischer Eishockeyspieler, der in seiner Karriere für Steaua Bukarest und den CSM Dunărea Galați spielte. Er wurde mit Steaua zehnmal und mit Dunărea einmal rumänischer Meister.

## Karriere

### Club
Cătălin Geru begann seine Karriere beim Hauptstadtklub Steaua Bukarest in der rumänischen Eishockeyliga und wurde mit dem Klub zunächst 1994, 1995, 1996, 1998 und 1999 rumänischer Meister und Pokalsieger. Nachdem er die Spielzeit 1999/2000 beim CSM Dunărea Galați in seiner Geburtsstadt verbracht hatte, kehrte er zu Steaua zurück und gewann 2001, 2002, 2003, 2005 und 2006 erneut die Meisterschaft sowie 2002, 2004, 2005 und 2008 den Pokalwettbewerb. Nachdem er 2008/09 mit Steaua auch in der neuen MOL Liga gespielt hatte, wechselte er endgültig nach Galați zurück und gewann mit Dunărea 2015 den ersten Meistertitel der Vereinsgeschichte. Anschließend beendete er seine Karriere.

### International
Geru nahm mit dem rumänischen Nachwuchs an der Junioren-B-Weltmeisterschaft 1987 teil. In der Herren-Nationalmannschaft spielte er zunächst bei den B-Weltmeisterschaften 1993, 1994 und 1995 und den C-Weltmeisterschaften 1997 und 1999. Nach der Umstellung auf das heutige Divisionensystem war er bei den Weltmeisterschaften der Division II 2001, als er bester Torvorbereiter des Turniers war, 2006, als er Topscorer und Torschützenkönig des Turniers war, und 2008, als er als Topscorer und bester Vorbereiter auch zum besten Stürmer des Turniers gewählt wurde, sowie der Division I 2002, 2003, 2004, 2005, 2007 und 2009 aktiv.
Außerdem spielte er für Rumänien beim Qualifikationsturnier für die Olympischen Winterspiele in Turin 2006.

## Erfolge und Auszeichnungen
- 1994 Rumänischer Meister und Pokalsieger mit dem CSA Steaua Bukarest
- 1995 Rumänischer Meister und Pokalsieger mit dem CSA Steaua Bukarest
- 1996 Rumänischer Meister und Pokalsieger mit dem CSA Steaua Bukarest
- 1998 Rumänischer Meister und Pokalsieger mit dem CSA Steaua Bukarest
- 1999 Rumänischer Meister und Pokalsieger mit dem CSA Steaua Bukarest
- 2001 Rumänischer Meister mit dem CSA Steaua Bukarest
- 2001 Aufstieg in die Division I bei der Weltmeisterschaft der Division II, Gruppe B
- 2001 Bester Vorbereiter bei der Weltmeisterschaft der Division II, Gruppe B
- 2002 Rumänischer Meister und Pokalsieger mit dem CSA Steaua Bukarest
- 2003 Rumänischer Meister mit dem CSA Steaua Bukarest
- 2004 Rumänischer Pokalsieger mit dem CSA Steaua Bukarest
- 2005 Rumänischer Meister und Pokalsieger mit dem CSA Steaua Bukarest
- 2006 Rumänischer Meister mit dem CSA Steaua Bukarest
- 2006 Aufstieg in die Division I bei der Weltmeisterschaft der Division II, Gruppe A
- 2006 Topscorer und Torschützenkönig bei der Weltmeisterschaft der Division II, Gruppe A
- 2008 Rumänischer Pokalsieger mit dem CSA Steaua Bukarest
- 2008 Aufstieg in die Division I bei der Weltmeisterschaft der Division II, Gruppe A
- 2008 Bester Stürmer, Topscorer und bester Vorbereiter bei der Weltmeisterschaft der Division II, Gruppe A
- 2015 Rumänischer Meister mit dem CSM Dunărea Galați